# Lepidochrysops badhami
Lepidochrysops badhami är en fjärilsart som beskrevs av Van Son 1956. Lepidochrysops badhami ingår i släktet Lepidochrysops och familjen juvelvingar. IUCN kategoriserar arten globalt som livskraftig. Inga underarter finns listade i Catalogue of Life.